# Bryocorinae
Bryocorinae is een onderfamilie van wantsen van de familie van de blindwantsen (Miridae). De familie werd voor het eerst wetenschappelijk beschreven door Friedrich Wilhelm Felix von Bärensprung in 1860.

## Taxonomie
De onderfamilie bestaat uit de volgende geslachtengroepen:
- Tribus: Brycorini Schuh, 1976
  - Aspidobothrys Reuter, 1907
  - Bromeliaemiris Schumacher, 1919
- Tribus: Bryocorini Baerensprung, 1860
  - Amapafurius Carvalho, 1981
  - Bryocoris Fallén, 1829
  - Bryophilocapsus Yasunaga, 2000
  - Clypeocoris Carvalho, 1989
  - Hekista Kirkaldy, 1902
  - Kunungua Carvalho, 1951
  - Monalocoris Dahlbom, 1851
  - Vitoriacoris Carvalho, 1989
- Tribus: Dicyphini Reuter, 1883
  - Arculanus Distant, 1904
  - Arthriticus Bergroth, 1923
  - Campyloneura Fieber, 1861
  - Campyloneuropsis Poppius, 1914
  - Cyrtopeltis Fieber, 1861
  - Dicyphus Fieber, 1858
  - Engytatus Reuter, 1875
  - Macrolophus Fieber, 1858
  - Nesidiocoris Kirkaldy, 1902
  - Pameridea Reuter, 1907
  - Setocoris China & Carvalho, 1951
  - Singhalesia China & Carvalho, 1952
  - Tupiocoris China & Carvalho, 1952
  - Usingerella China & Carvalho, 1952
- Tribus: Felisacini Namyatova, Konstantinov & Cassis, 2016
  - Felisacus Distant, 1904
- Tribus: Monaloniini Reuter, 1892
  - Dimia Kerzhner, 1988
  - Eucerocoris Westwood, 1837
  - Eupachypeltis Poppius, 1915
  - Helopeltis Signoret, 1858
  - Mansoniella Poppius, 1915
  - Miomonalonion Sailer & Carvalho, 1957
  - Monalonion Herrich-Schaeffer, 1850
  - Pachypeltis Signoret, 1858
  - Pachypeltopsis Poppius, 1912
  - Parapachypeltis Hu & L.Y. Zheng, 2001
  - Ragwelellus Odhiambo, 1962
  - Rayieria Odhiambo, 1962
  - Volkelius Distant, 1904
- Tribus: Odoniellini Reuter, 1910
  - Chamopsis Reuter & Poppius, 1911
  - Pseudodoniella China & Carvalho, 1951
  - Rhopaliceschatus Reuter, 1903
- Tribus: Eccritotarsini Berg, 1884
  - Adneella Carvalho, 1960
  - Ambunticoris Carvalho, 1981
  - Aspidobothrys Reuter, 1907
  - Bothrophorella Reuter, 1907
  - Bryocorellisca Carvalho, 1981
  - Carinimiris Carvalho, 1981
  - Caulotops Bergroth, 1898
  - Crassiembolius Carvalho, 1981
  - Cuneomiris Carvalho, 1981
  - Cyrtocapsus Reuter, 1876
  - Dioclerus Distant, 1910
  - Eccritotarsus Stål, 1860
  - Ernestinus Distant, 1911
  - Eurychilella Reuter, 1908
  - Eurychiloides Carvalho & Gomes, 1971
  - Frontimiris Carvalho, 1981
  - Halticotoma Townsend, 1892
  - Harpedona Distant, 1904
  - Hemisphaerocoris Poppius, 1912
  - Hesperolabops Kirkaldy, 1902
  - Mecolaemus Hsiao, 1947
  - Mertila Distant, 1904
  - Michailocoris Štys, 1985
  - Myiocapsus Poppius, 1914
  - Nabirecoris Carvalho, 1981
  - Neella Reuter, 1908
  - Neocaulotops Carvalho & Gomes, 1971
  - Neofurius Distant, 1884
  - Neoleucon Distant, 1884
  - Neoneella Costa Lima, 1942
  - Pachymerocerista Carvalho & Gomes, 1971
  - Pachymerocerus Reuter, 1909
  - Pachypoda Carvalho & China, 1951
  - Palaeofurius Poppius, 1912
  - Palaucoris Carvalho, 1956
  - Parafurius Carvalho & China, 1951
  - Perissobasis Reuter, 1892
  - Prodromus Distant, 1904
  - Proneella Carvalho, 1960
  - Pycnoderes Guérin-Méneville, 1857
  - Pycnoderiella Henry, 1993
  - Sinervaspartus Henry & Howard, 2016
  - Sinervus Stål, 1860
  - Sinevia Kerzhner, 1988
  - Sixeonotopsis Carvalho & Schaffner, 1974
  - Sixeonotus Reuter, 1876
  - Spartacus Distant, 1884
  - Stenopterocorisca Carvalho, 1981
  - Stictolophus Bergroth, 1922
  - Sysinas Distant, 1883
  - Taricoris Carvalho, 1981
  - Tenthecoris Scott, 1886
  - Thaumastomiris Kirkaldy, 1902

Geslachten die niet binnen een van de geslachtengroepen vallen:
- Pachyneurhymenus Reuter, 1909